# L'Odi Social
L'Odi Social va ser una banda de hardcore punk de Barcelona, formada a finals de 1981. Es va mantenir activa fins al 1992 i és considerat un dels grups fundacionals de l'escena hardcore punk catalana, al costat de grups com a Último Resorte, Shit S.A., Anti/Dogmatikss, GRB i Subterranean Kids. Dins d'aquesta escena, se'l recorda, entre altres raons, per ser un dels primers grups que empraren la llengua catalana en les seves lletres i títols de cançons i per la seva actitud antisistema.

Durant la seva existència, van publicar un EP de cinc cançons, Que pagui Pujol, el 1986, (posteriorment reeditat com a LP i CD amb temes extra), un LP, Esventats, el 1990, i van participar en diverses recopilacions, destacant el casset Nicaragua Rock 10-5-86, el qual recull la seva actuació en aquell festival solidari amb la Revolució Sandinista. Els seus enregistraments van ser recopilats en el CD Que pagui Pujol + Esventats + Extres pel segell discogràfic BCore Disc l'abril de 2008.
| « | Amb un sentit de l'humor finíssim, alhora que amb una mala llet fruit d'un moment històric complicat, L'Odi Social van ser un referent indiscutible per a tota una escena social catalana: la de les okupes, la dels festivals reivindicatius, la de l'esquerra menys institucionalitzada, més propera a l'anarquisme que al comunisme, i amb consciència lingüística pròpia. | » |

L'any 2021, es va anunciar la realització d'un documental mitjançant una campanya de micromecenatge sobre la història del grup amb el propòsit d'animar les noves fornades de bandes punk, i amb el testimoni de Kortatu, La Polla Records, Subterranean Kids i BAP!, entre d'altres.

## Membres
- Jordi «Gos» - veu
- Fernando Poza «Damned» - guitarra
- Josep Urpí «Poly» - baix
- Saina - bateria

## Discografia
- Que pagui Pujol (Col·lectiu Matxaka, EP, 1986)
- Esventats (Basati Diskak, 1990)